# La Roche qui tue
Pour les articles homonymes, voir Desert Gold.
Pour plus de détails, voir Fiche technique et Distribution.
La Roche qui tue (titre original : Desert Gold) est un western américain réalisé par George B. Seitz et sorti en 1926.

## Synopsis
George Thorne est un jeune lieutenant de l'armée, affecté à un poste à la frontière du pays. Il est amoureux de Mercedes Castanada qui, dans la vie sans loi qui règne autour du fort, court le risque de tomber entre les mains de la bande de bandits de Snake Landree. Dick Gale, un homme de l'Est, arrive au fort, et se bat bientôt pour le cœur de la jeune fille, dont il est rapidement tombé amoureux. Il l'aide dans une bataille contre les desperados. Ils s'enfuient dans le désert et se perdent dans une tempête de sable. Ils sont secourus par le lieutenant, dont la jeune femme avoue à Dick qu'elle est amoureuse. Il accepte alors sa défaite.

## Fiche technique
- Titre original : Desert Gold
- Réalisation : George B. Seitz
- Scénario : Zane Grey
- Producteurs : Jesse L. Lasky, Adolph Zukor
- Photographie : Charles Edgar Schoenbaum
- Distributeur : Paramount Pictures
- Genre : Western
- Durée : 70 minutes
- Date de sortie :
  - États-Unis : 6 mars 1926

## Distribution
- Neil Hamilton : George Thorne

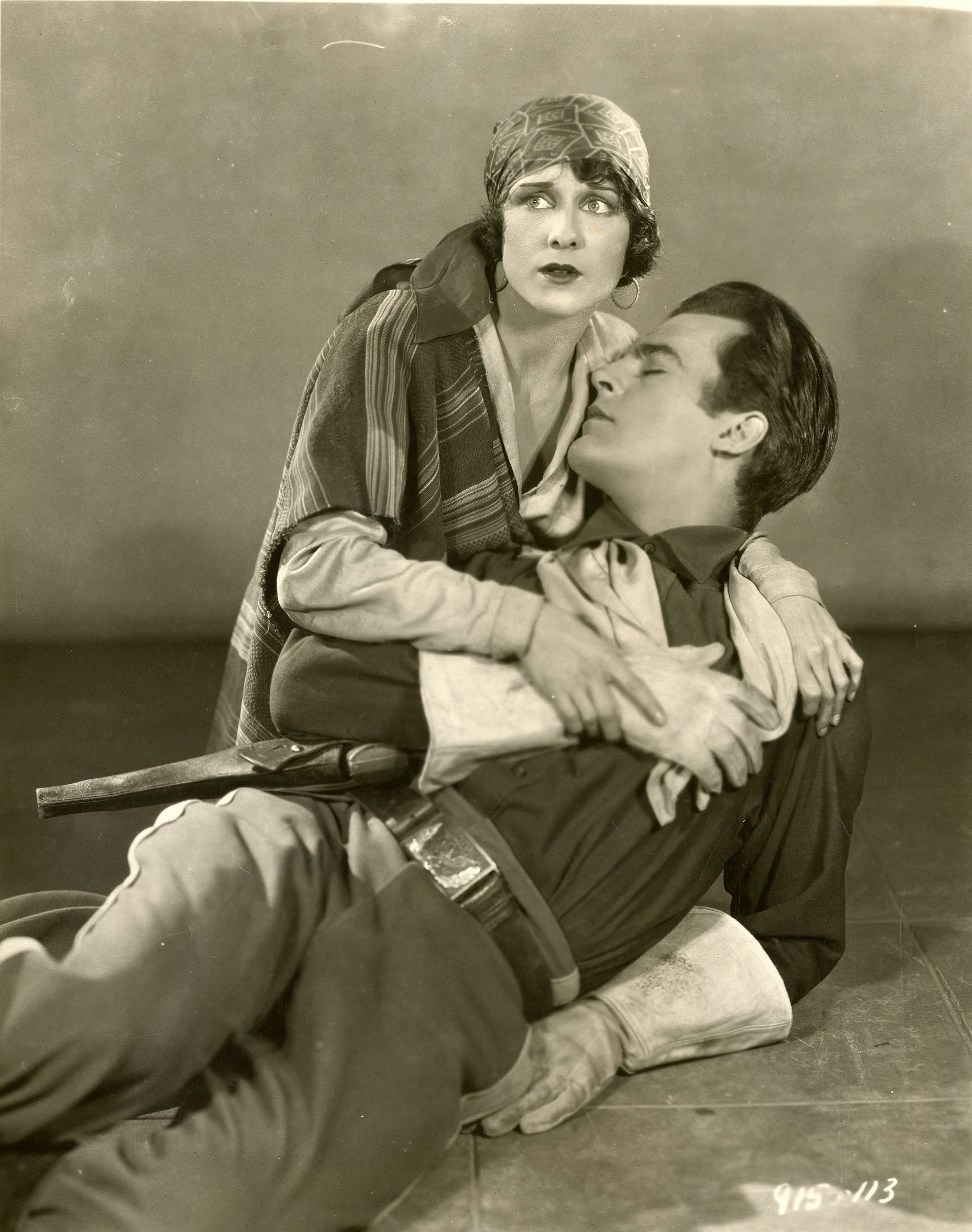
Shirley Mason et Neil Hamilton, photo promotionnelle pour le film.

- Shirley Mason : Mercedes Castanada
- Robert Frazer : Dick Gale
- William Powell : Snake Landree
- Josef Swickard : Sebastian Castaneda
- George Irving : Richard Stanton Gale
- Eddie Gribbon : One-Found Kelley
- Frank Lackteen : Yaqui
- Richard Howard : Sergeant
- Bernard Siegel : Goat Herder
- Aline Goodwin : Alarcon's Wife
- Ralph Yearsley : Halfwit
- George Regas : Verd